# Dag van de Doden
De Dag van de Doden (Spaans: Día de Muertos of  Día de los Muertos) is een Mexicaanse feest- en herdenkingsdag. De dag is een combinatie van precolumbiaanse en katholieke tradities. Deze traditie vindt elk jaar plaats op 1 en 2 november, dus op Allerheiligen en Allerzielen. In mindere mate wordt de Dag van de Doden ook in de rest van Latijns-Amerika, de Verenigde Staten en de Filipijnen gevierd.

## Viering

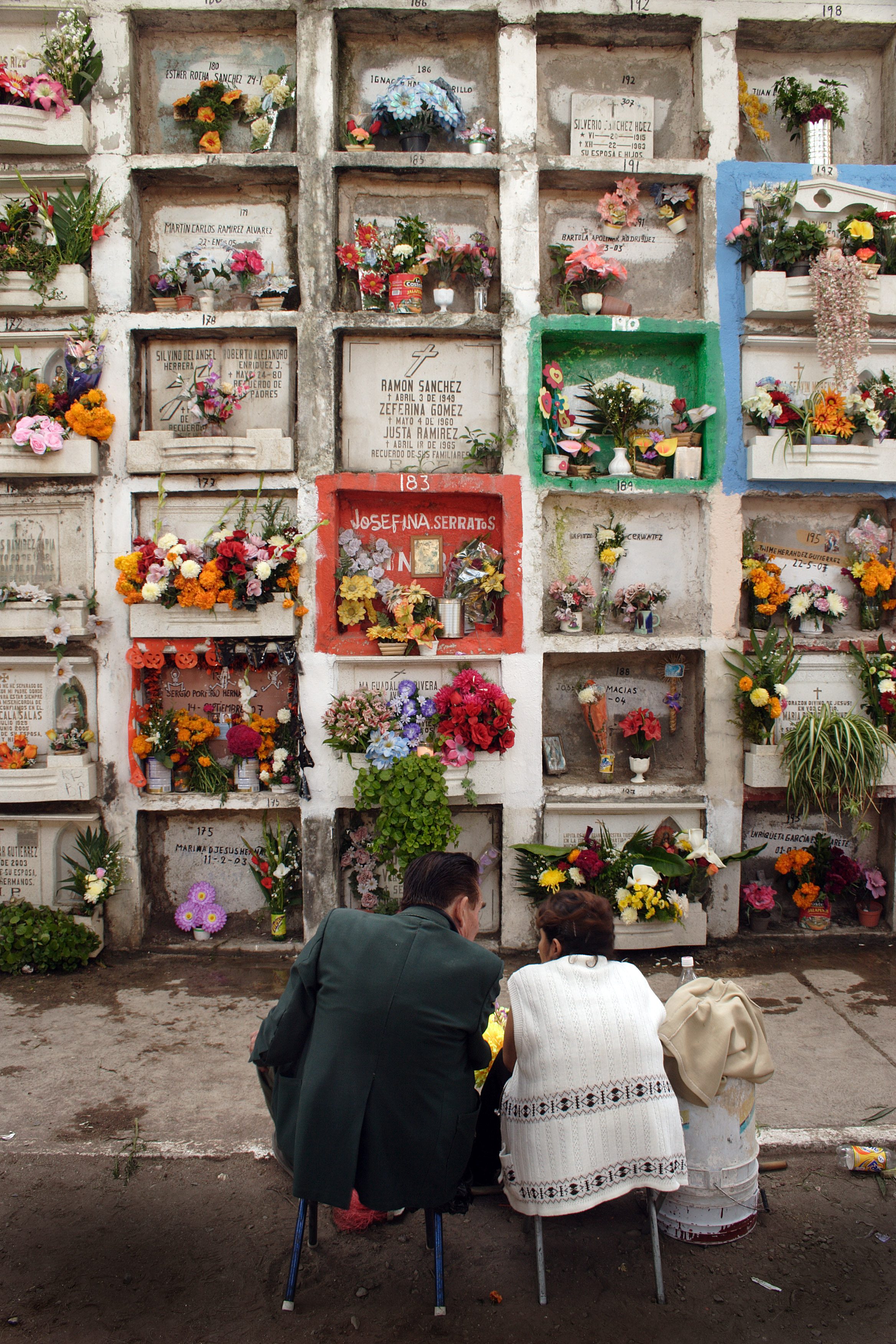
Bezoek aan een begraafplaats

Men gelooft dat de zielen van kinderen op 1 november terugkeren naar de aarde en die van volwassenen op 2 november. Gedurende het hele jaar bereidt men zich voor op het festival, men verzamelt goederen die men aan de doden zal offeren.
In de  periode rond de dag van de doden maakt men graven van dierbaren schoon en versiert deze. Men strooit sporen van geurige oranje bloemblaadjes van het Groot Afrikaantje, van de kerkhoven naar de diverse altaren alwaar voedsel wordt geofferd. Veel families bouwen altaren in hun huis, ofrenda genaamd, die ook met deze bloemblaadjes zijn versierd. Tevens bezoekt men de graven van dierbaren en offert er voedsel en drank. Na afloop eet en drinkt men dit niet vaak zelf op, omdat geloofd wordt dat de zielen van de doden de ziel van het voedsel tot zich hebben genomen. Men gaat er dan ook van uit dat het voedsel geen voedingswaarde meer heeft.
Sommigen schrijven calaveras, korte gedichten waarin de spot wordt gedreven met grafschriften van vrienden. Sommige kranten publiceren calavera's van beroemdheden, met karikaturen van skeletten. Schedels zijn een veelvoorkomend symbool op deze dag.

## Herkomst
De Dag van de Doden vindt zijn oorsprong in de tradities van de Meso-Amerikaanse inheemse volkeren. Voor onder anderen de Azteken, Maya en Purépecha was het gebruikelijk de voorouders en dus de doden te vereren (zie voorouderverering). Men bewaarde schedels en stelde deze tijdens rituelen tentoon om dood en wedergeboorte te symboliseren. Deze dag werd gevierd in de negende maand van de Azteekse kalender, begin augustus en duurde de rest van de maand. De festiviteiten waren gewijd aan de godin Mictecacihuatl, de 'dame van de doden'.
Na de komst van de Spanjaarden werd de viering van de Dag van de Doden verplaatst naar Allerheiligen en Allerzielen en geassimileerd door het christendom.

## UNESCO-vermelding
De Dag van de Doden staat vermeld op de Lijst van Meesterwerken van het Orale en Immateriële Erfgoed van de Mensheid van UNESCO.

## Tumba (Filipijnen)
In Paoay op de Filipijnen wordt elk jaar op 1 november Tumba gevierd, een feestdag met veel gelijkenissen met Día de Muertos. Tumba is het Spaanse woord voor tombe. Met Tumba wordt er stil gestaan bij de overledenen en er worden voedseloffers gedaan. In tegenstelling tot Día de Muertos wordt Tumba somber gevierd. Waar en waarom Tumba voor het eerst werd gevierd is onbekend. Volgens de plaatselijke bevolking is het meer dan 200 jaar oud.

## Afbeeldingen

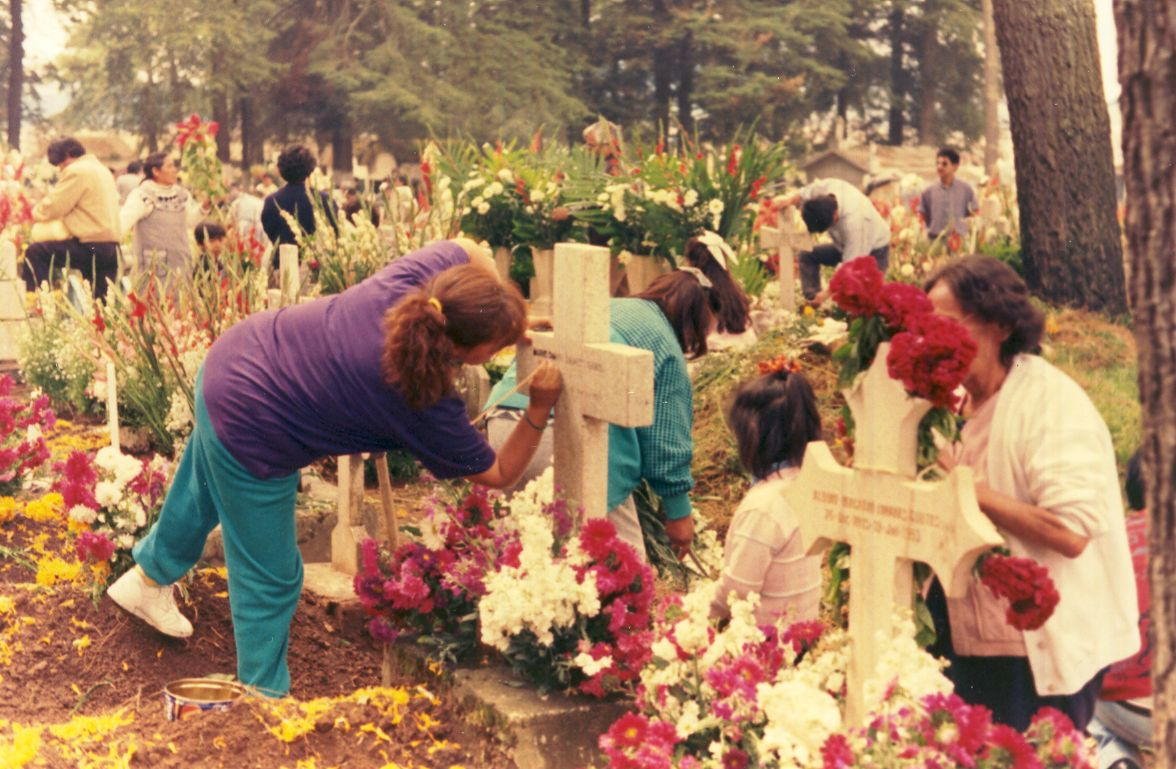
De graven worden net gemaakt op de Dag van de Doden
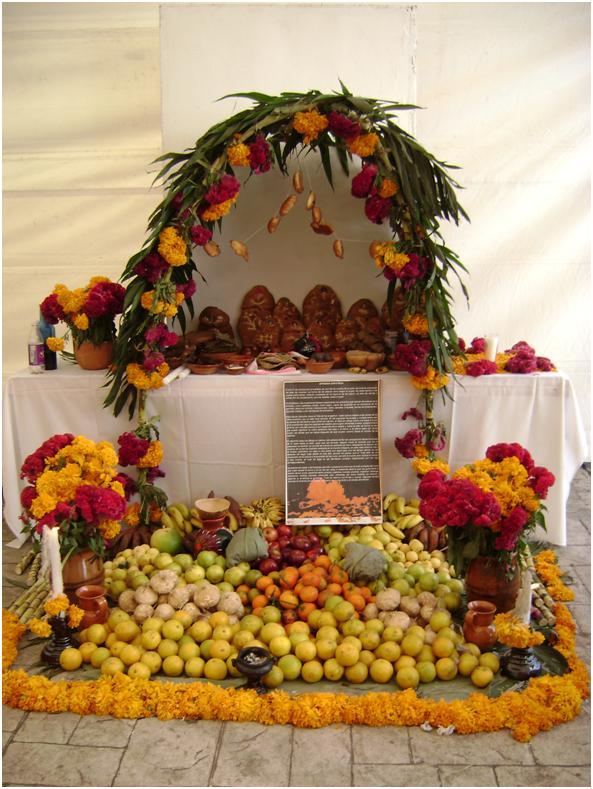
Ofrenda met offers aan de doden
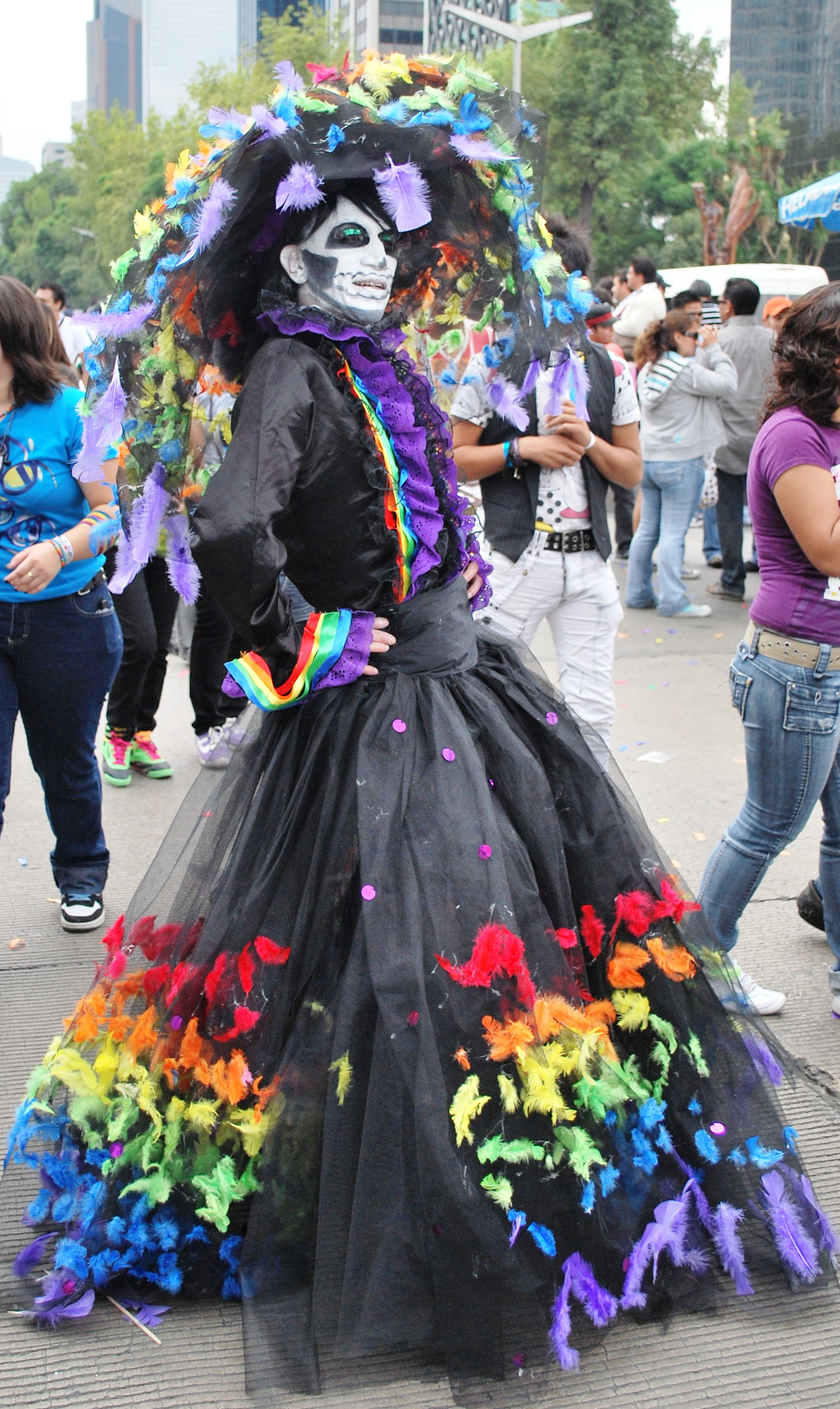
La Calavera Catrina
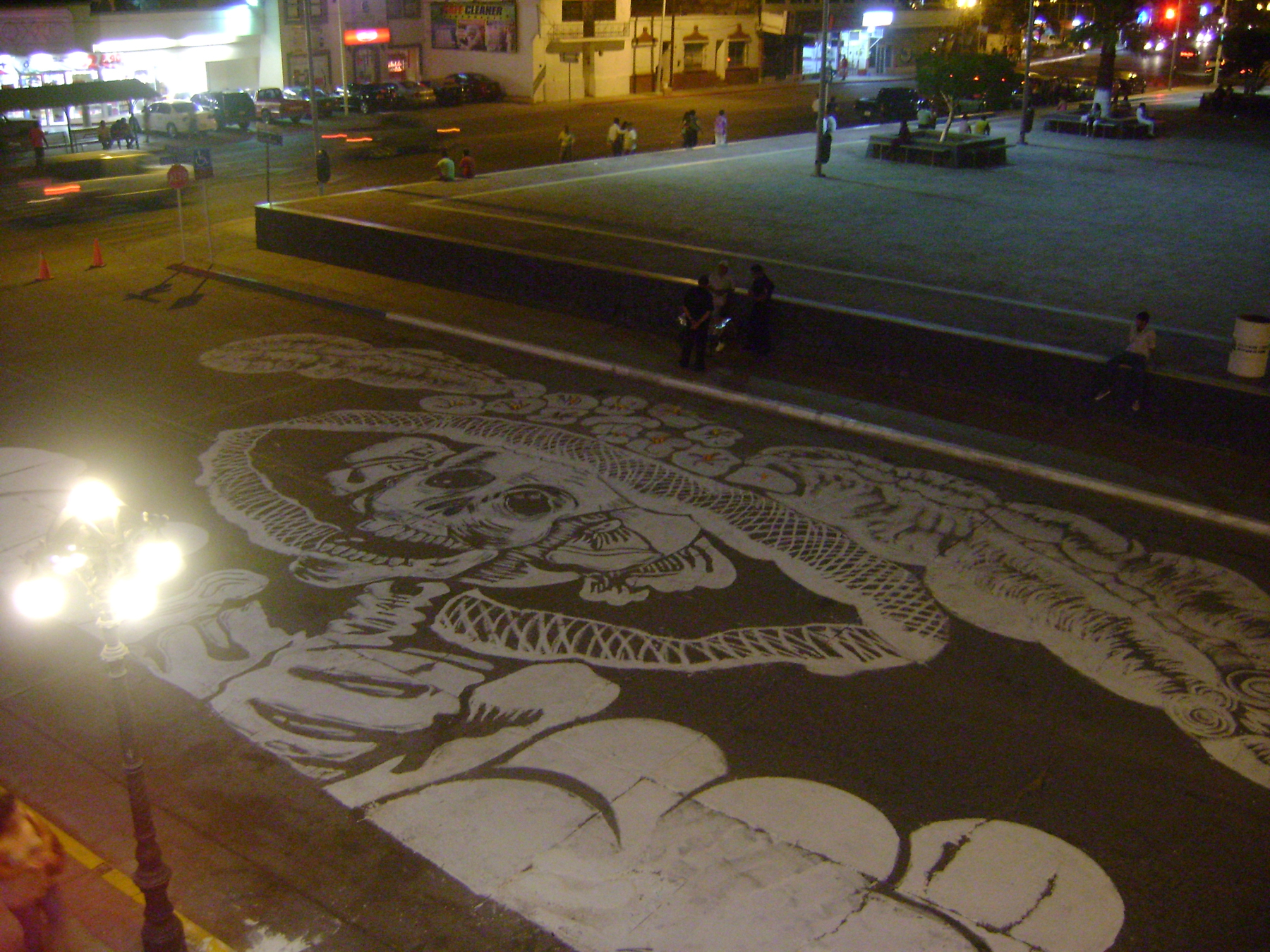
Enorme Catrina
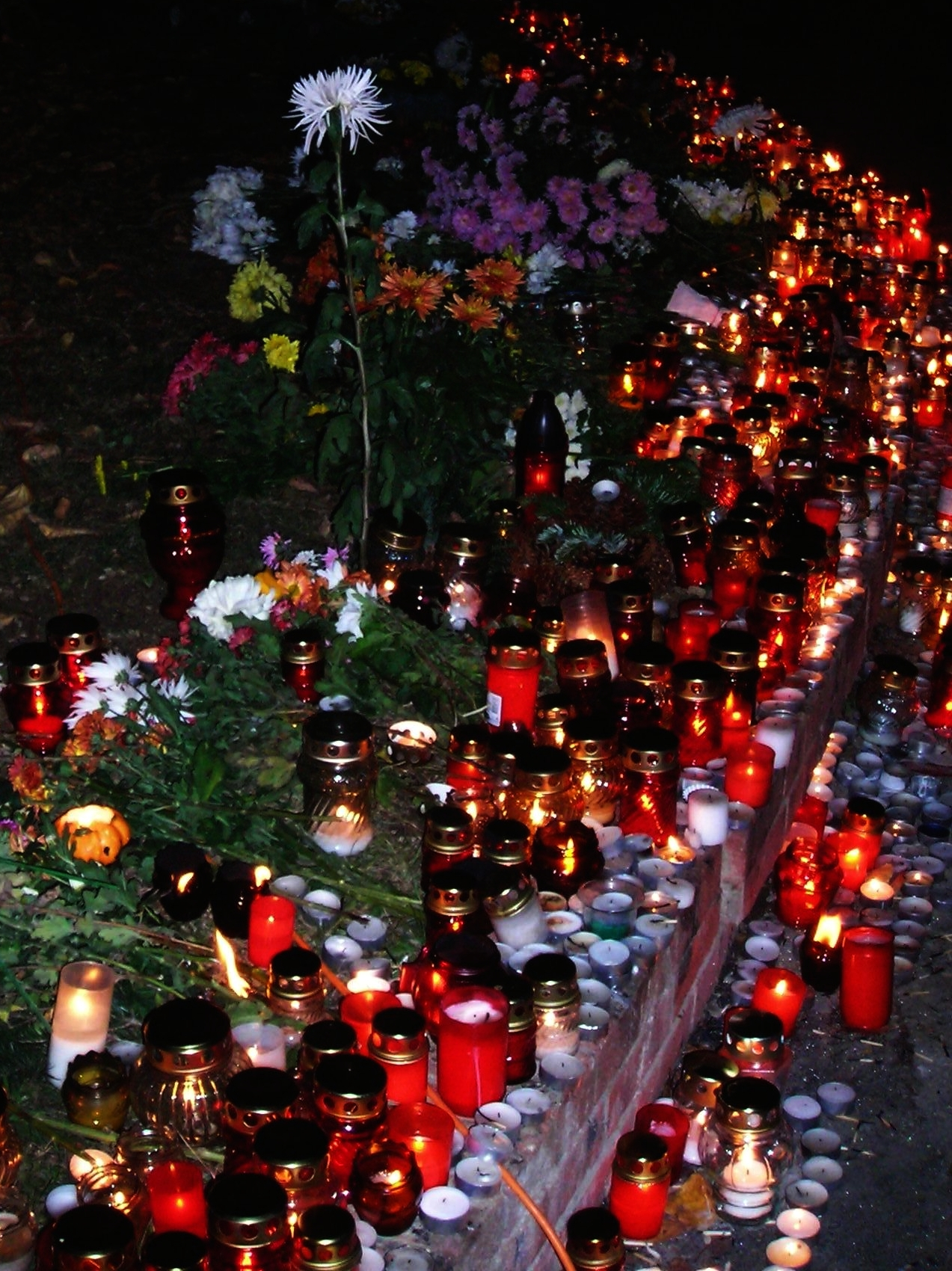
Brandende kaarsen
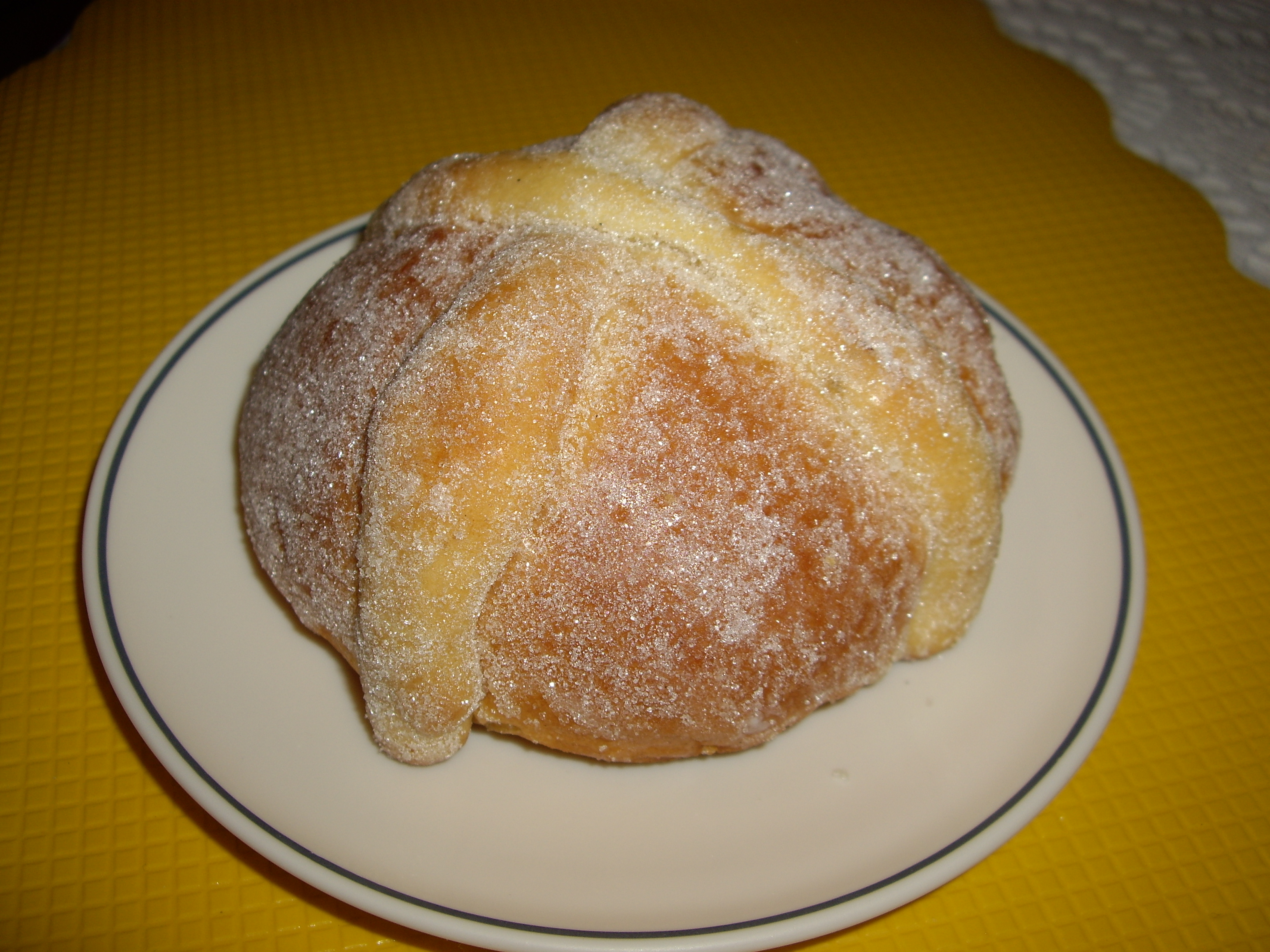
Pan de muerto (het brood van de doden)
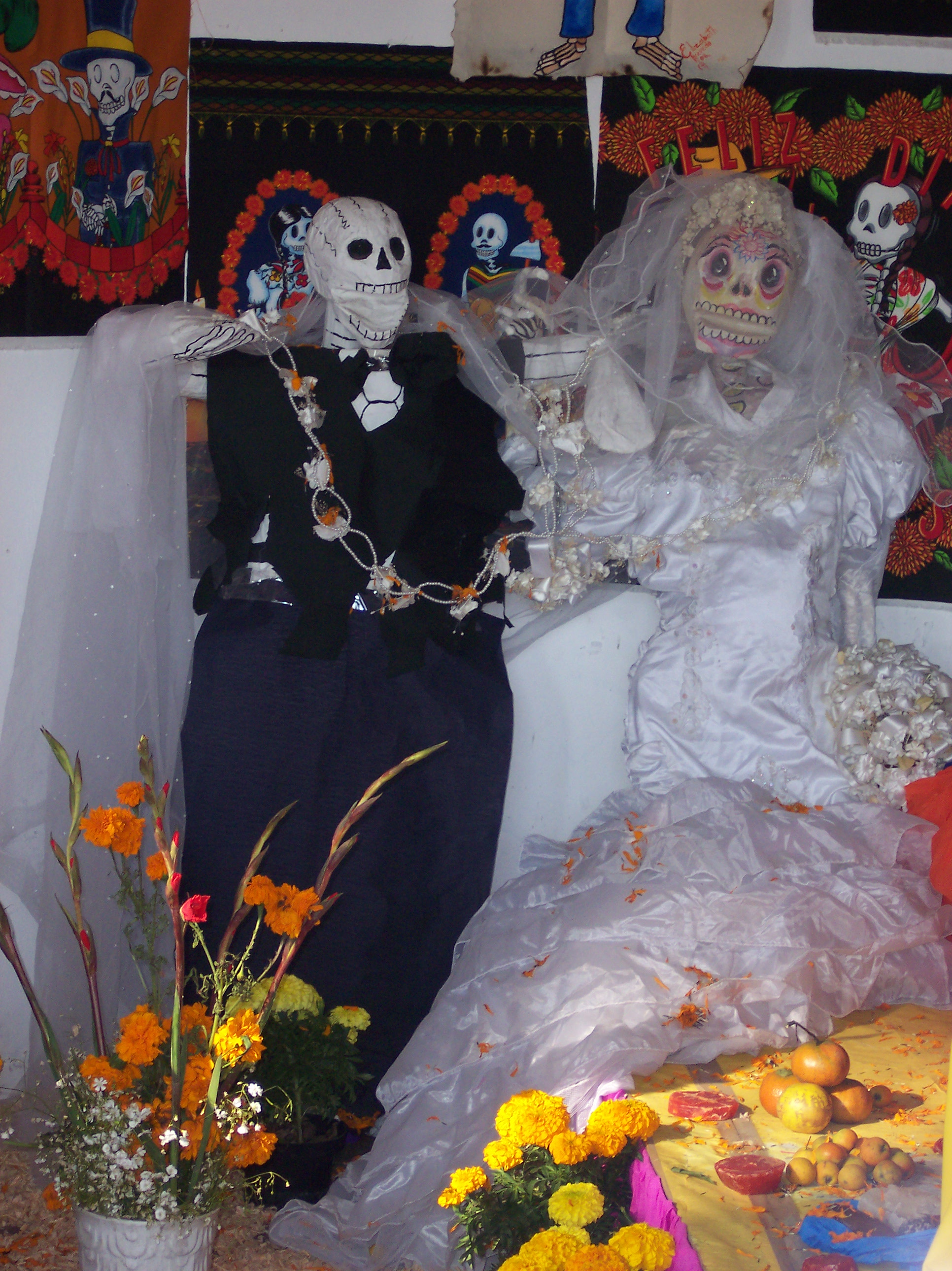
Offers
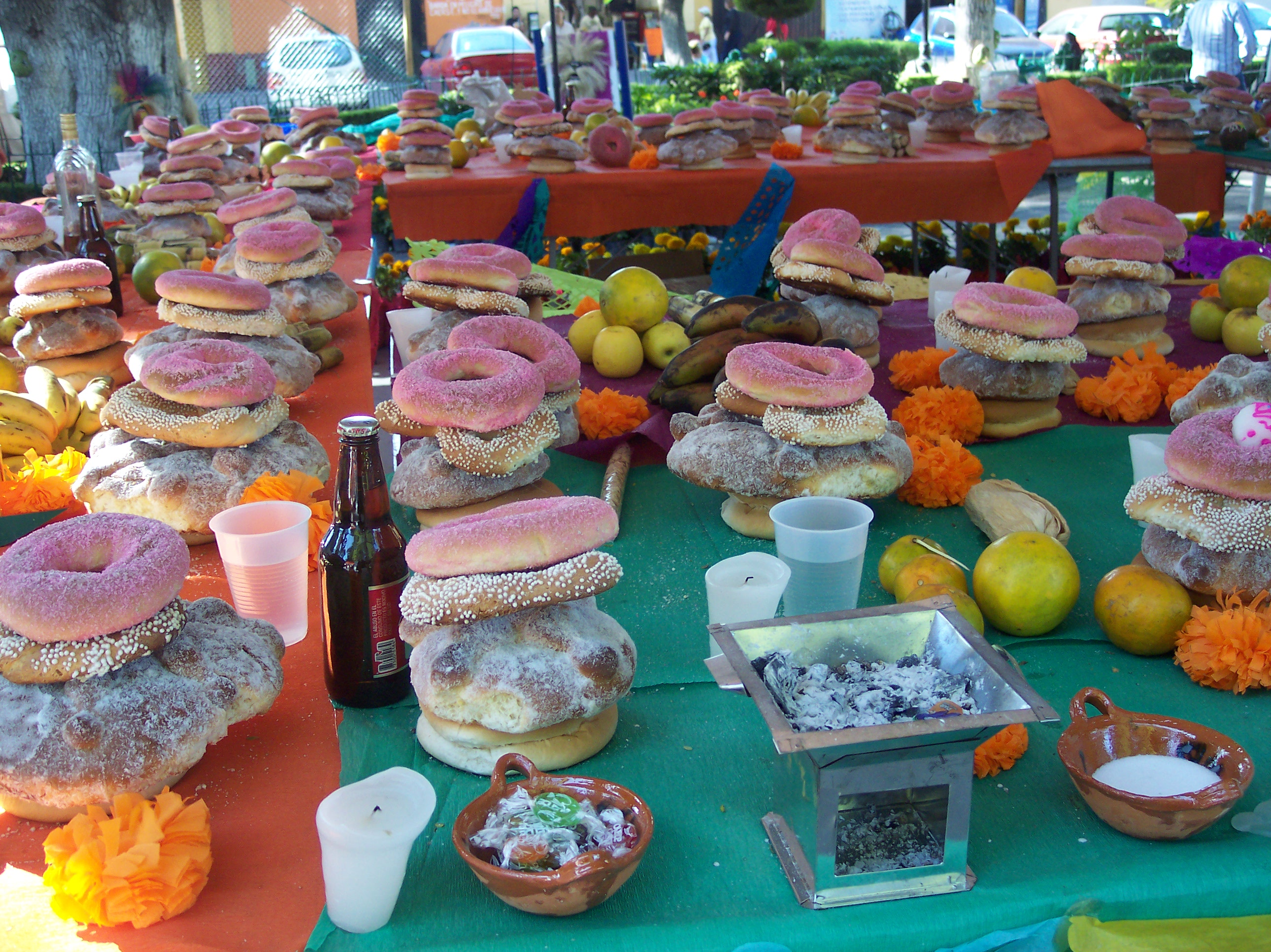
Offers
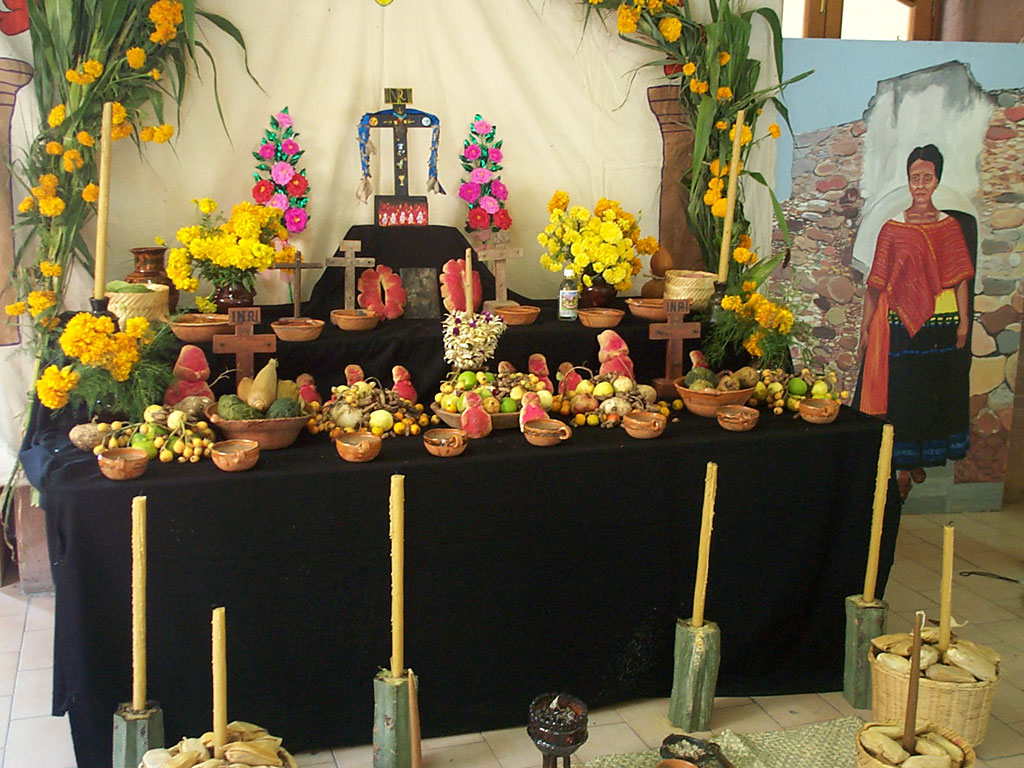
Dag van de Doden-altaar
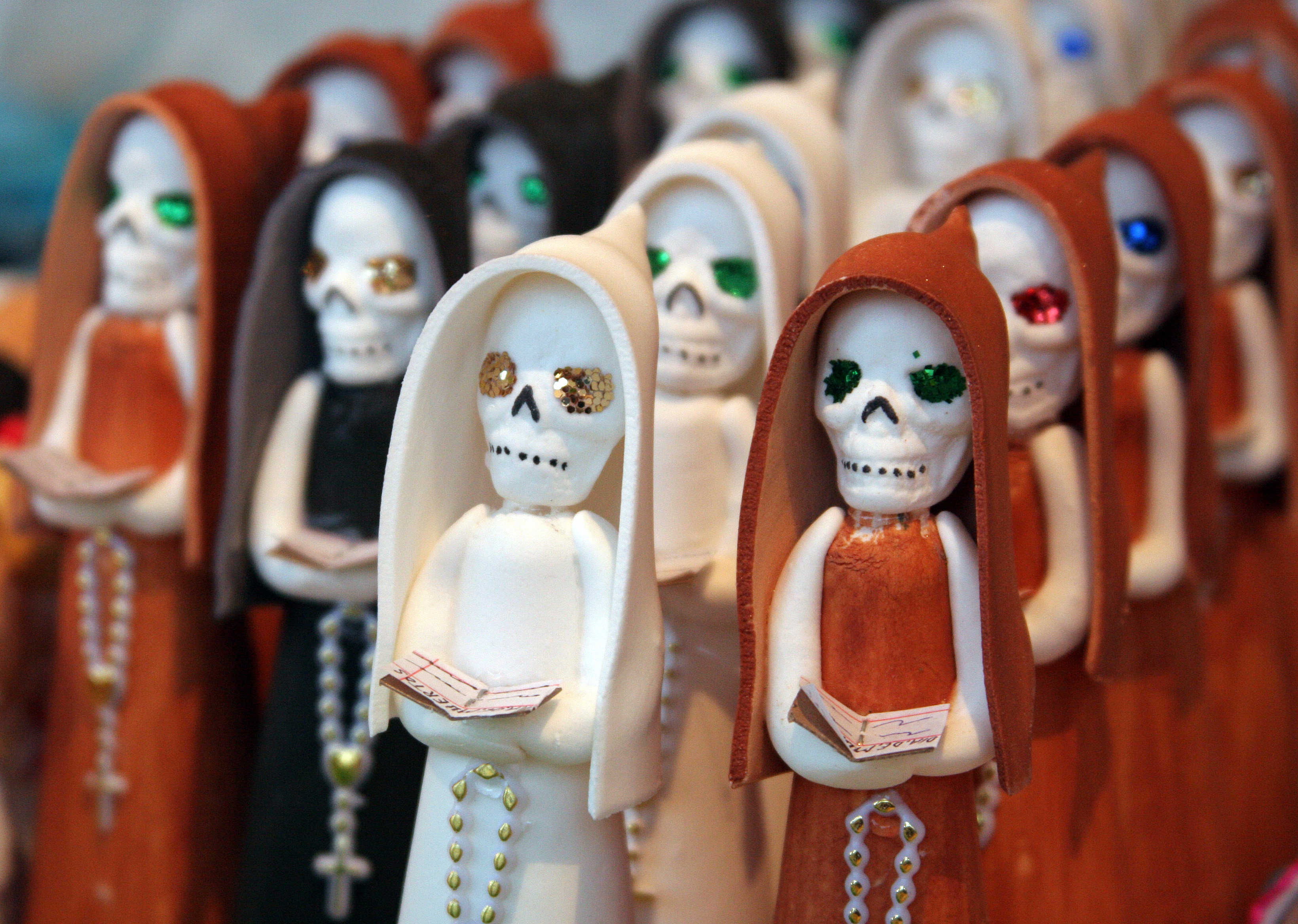
Suikerfiguurtjes
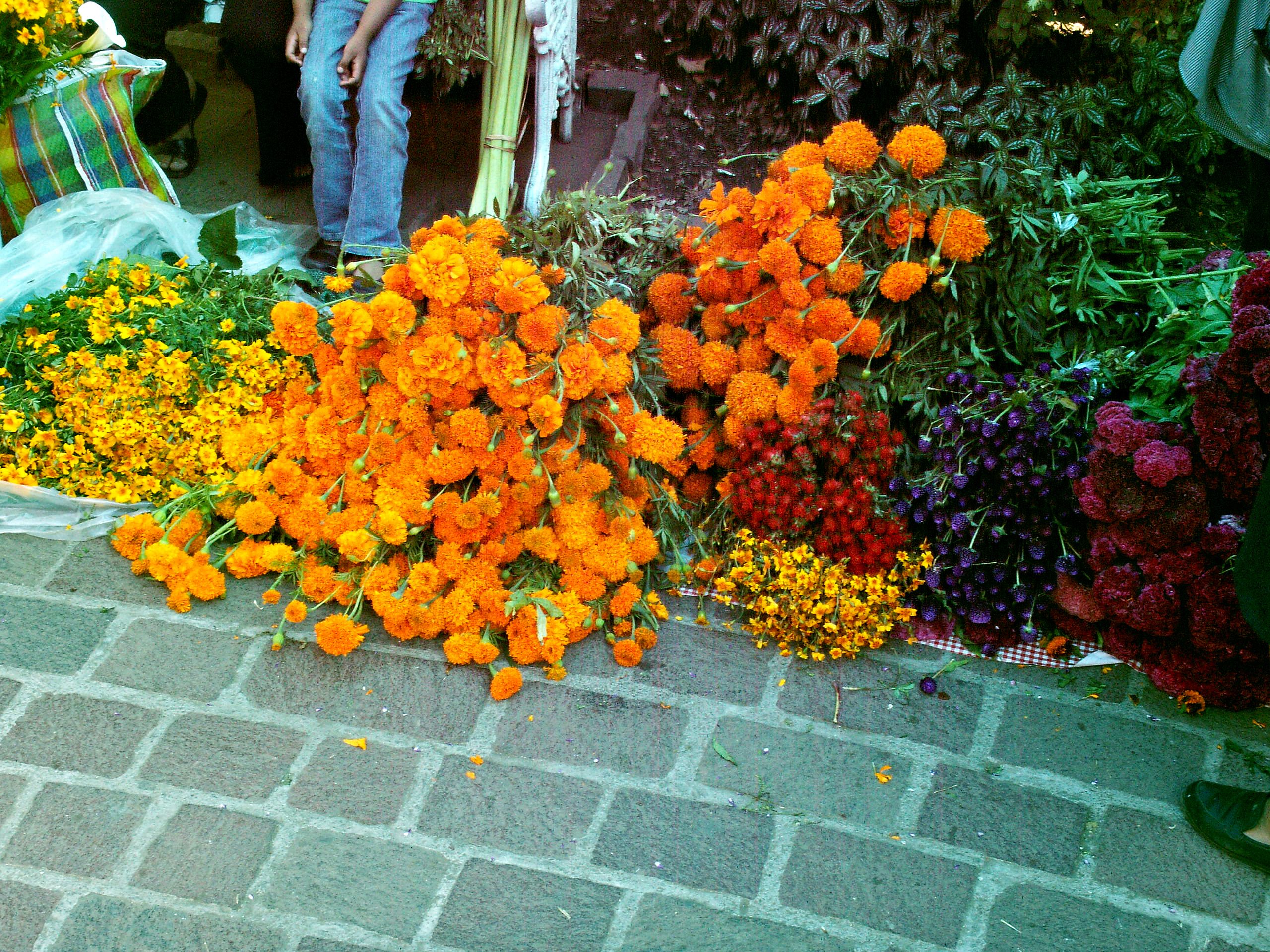
Groot Afrikaantjes in de verkoop in Tepoztlan, Mexico, op de Dag van de Doden
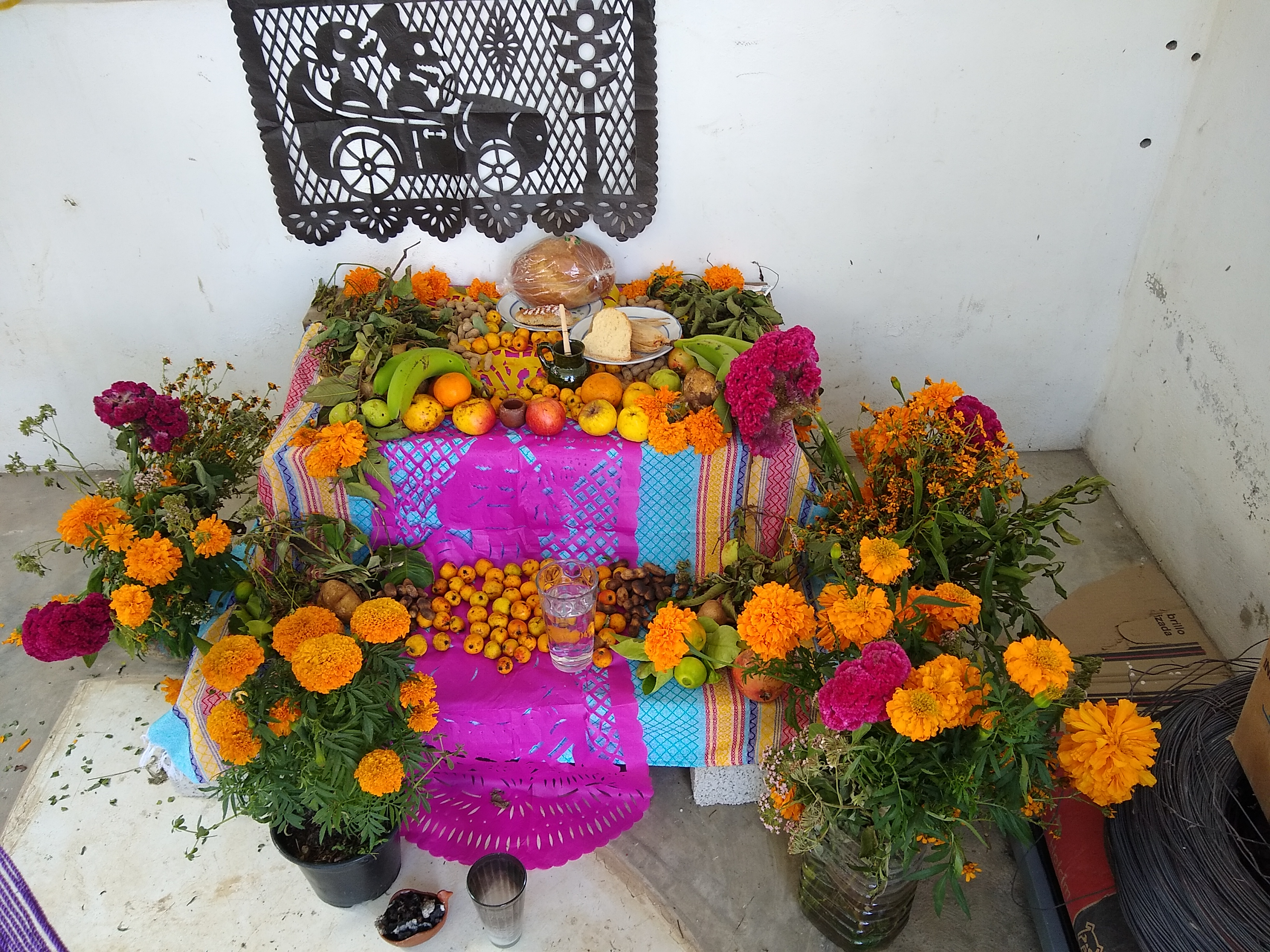
Familie-altaar met groot Afrikaantjes in Oaxaca, Mexico, op de Dag van de Doden
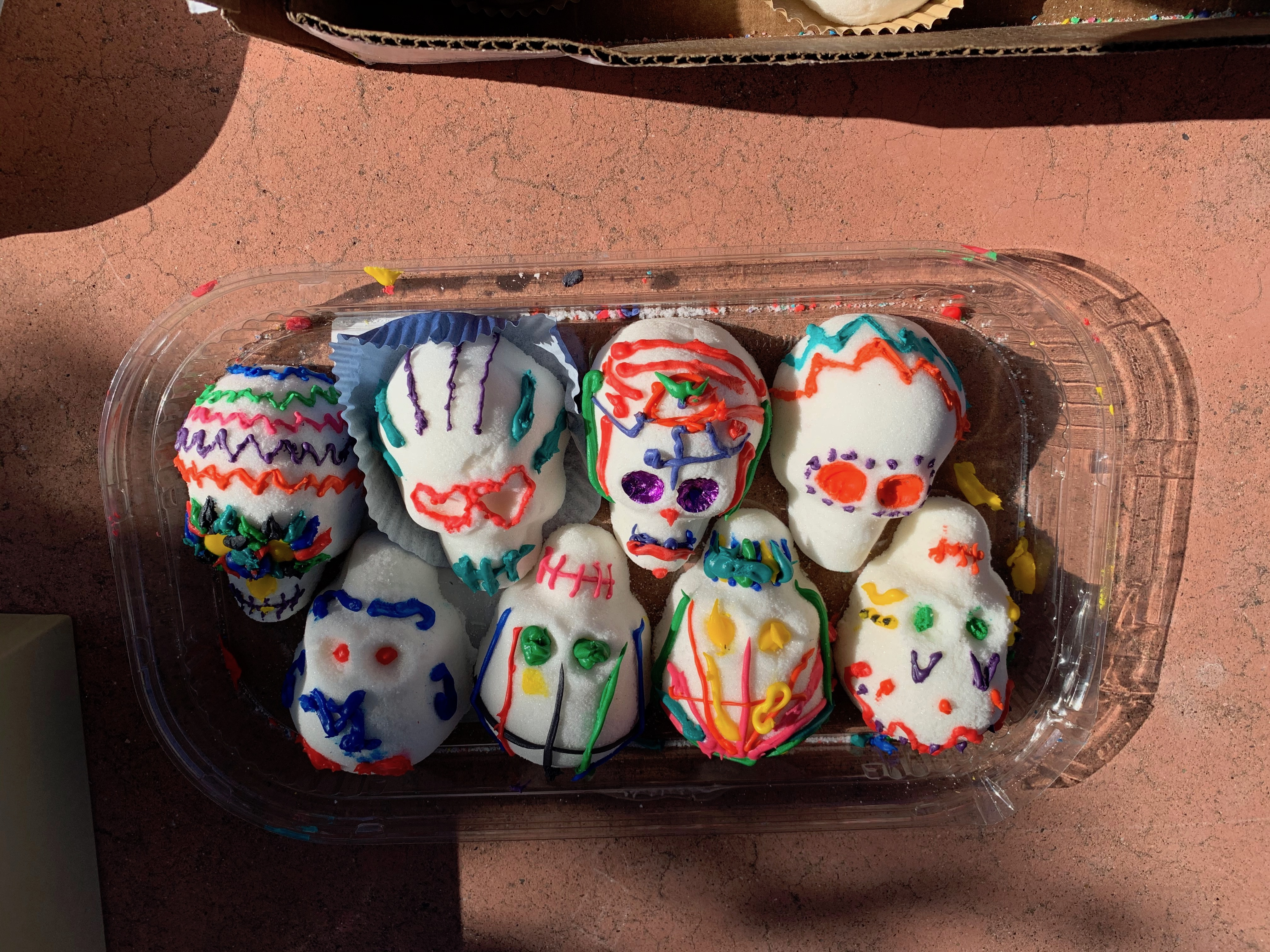
Snoep in de vorm van schedels ('suikerschedels') voor de Dag van de Doden

## In populaire media
- Het computerspel Grim Fandango (1998) heeft als thema en stijl de Dag van de Doden.
- In de James Bond-film Spectre (2015) speelt de beginscène zich af rond de Dag van de Doden in Mexico-Stad.
- De animatiefilm The Book of Life (2014) speelt zich af op de Dag van de Doden.
- De animatiefilm Coco (2017) speelt zich af in Mexico op de Dag van de Doden.
- Het computerspel Shadow of the Tomb Raider (2018) begint in Mexico waar op dat moment de Dag van de Doden wordt gevierd.